# CoolType
CoolType ist eine Grafiktechnologie, genauer gesagt, ein Subpixel-Hinting-Verfahren von Adobe Inc., um die Lesbarkeit von Schriften auf Farb-LCDs wie Laptop- oder TFT-Monitoren zu erhöhen, insbesondere um das Lesen längerer Texte wie E-Books zu erleichtern. Aber auch auf Röhrenbildschirmen wird die Lesbarkeit verbessert.
Die Technik basiert auf der Subpixel-Technik, bei der die drei Grundfarben Rot, Grün und Blau so angesteuert werden, dass die Auflösung bis auf das Dreifache erhöht wird und somit mehr an Schärfe gewonnen werden kann als die feinen Farbsäume sie herabsetzen. CoolType ist vergleichbar mit ClearType von Microsoft und Quartz von Apple.